# 1978年の鉄道
1978年の鉄道（1978ねんのてつどう）とは、1978年（昭和53年）に起こった鉄道関係の出来事をまとめたページである。
1977年の鉄道 - 1978年の鉄道 - 1979年の鉄道

## 出来事の一覧

### 2月
- 2月15日
  - 名古屋鉄道
    - （貨物営業廃止） 瀬戸線

### 3月
- 3月16日
  - 札幌市営地下鉄
    - （延伸開業）  南北線 北24条駅 - 麻生駅間 (2.2km)
    - （新駅開業）  北34条駅、麻生駅（南北線）
- 3月19日
  - 名古屋鉄道
    - （昇圧） 瀬戸線（直流1,500V←直流600V）
- 3月31日
  - 帝都高速度交通営団（現・東京地下鉄）
    - （延伸開業）  千代田線 代々木公園駅 - 代々木上原駅間 (1.0km)
    - （新駅開業）  代々木上原駅（千代田線）

### 4月
- 4月1日
  - 日本国有鉄道
    - （路線廃止）  総武本線貨物支線 銚子駅 - 新生駅
    - （駅廃止）  新生駅（総武本線貨物支線）

### 5月
- 5月21日
  - 京成電鉄
    - （延伸開業）  本線（当該区間は現・東成田線） 京成成田駅 - 成田空港駅（初代、現・東成田駅）間 (7.1km)
    - （駅開業）  成田空港駅（初代）（本線）

### 6月
- 6月1日
  - 日本国有鉄道
    - （駅名改称）  東福島駅←瀬上駅（東北本線）

### 7月
- 7月1日
  - 東京都交通局
    - （路線名改称） 浅草線←地下鉄1号線、三田線←地下鉄6号線

  - タイ国有鉄道
    - （路線廃止）  南本線ソンクラー支線 ハートヤイ駅 - ソンクラー駅
    - （駅廃止）  ソンクラー駅
- 7月25日
  - 日本国有鉄道
    - （旅客営業開始）  鹿島線 鹿島神宮駅 - 北鹿島駅（現・鹿島サッカースタジアム駅）[注 1]間 (3.2km)

  - 鹿島臨海鉄道
    - （旅客営業開始）  鹿島臨港線 北鹿島駅 - 鹿島港南駅間[注 1] (15.4km)
    - （新駅開業）  鹿島港南駅（鹿島臨港線 神栖駅 - 知手駅間）
    - （客扱い開始）  居切駅、神栖駅（鹿島臨港線）

### 8月
- 8月1日
  - 帝都高速度交通営団
    - （新線開業）  半蔵門線 渋谷駅 - 青山一丁目駅間 (2.7km)

  - 広島電鉄
    - （新駅開業）  田尻駅（現・広電阿品駅）（宮島線 阿品駅（現・阿品東駅） - 広電宮島駅（現・広電宮島口駅）間）
- 8月20日
  - 名古屋鉄道
    - （延伸開業）  瀬戸線 栄町駅 - 東大手駅間 (1.5km)
    - （路線移設・営業再開）  瀬戸線 東大手駅 - 土居下駅間（栄町乗り入れ工事のため1976年2月15日から休止）
    - （新駅開業）  栄町駅（瀬戸線）
    - （駅廃止） 土居下駅（瀬戸線）

### 9月
- 9月18日
  - 北恵那鉄道
    - （路線廃止）  北恵那鉄道線 中津町駅 - 下付知駅(22.1km)[注 2]
    - （駅廃止）  中津町駅、恵那峡口駅、山之田川駅、苗木駅、上苗木駅、並松駅、関戸駅、美濃福岡駅、栗本駅、美濃下野駅、田瀬駅、稲荷橋駅、下付知駅（北恵那鉄道線）
- 9月26日
  - 日本国有鉄道
    - （複線化）  羽越本線 小波渡駅 - 三瀬駅間 (3.1km)

### 10月
- 10月1日
  - 名古屋市営地下鉄
    - （延伸開業）  鶴舞線 八事駅 - 赤池駅間 (5.4km)
    - （駅開業）  塩釜口駅、植田駅、原駅、平針駅、赤池駅（鶴舞線）

  - 京都市交通局（京都市電）[注 3]
    - （路線廃止）  河原町線 京都駅前停留場 - 七条河原町停留場間
    - （路線廃止）  七条線 七条河原町停留場 － 東山七条停留場間
    - （路線廃止）  東山線 東福寺停留場 － 高野停留場間
    - （路線廃止）  北大路線 高野停留場 － 千本北大路停留場間
    - （路線廃止）  西大路線 千本北大路停留場 － 西大路九条停留場間
    - （路線廃止）  九条線 西大路九条停留場 － 東福寺停留場間
    - （駅廃止）  京都駅前停留場、塩小路高倉停留場（河原町線）
    - （駅廃止）  七条河原町停留場（河原町線、七条線）
    - （駅廃止）  七条大橋停留場、博物館三十三間堂前停留場（七条線）
    - （駅廃止）  東山七条停留場（七条線、東山線）
    - （駅廃止）  東福寺停留場（東山線、九条線）
    - （駅廃止）  泉湧寺道停留場、今熊野停、馬町停留場、五条坂停留場、清水道停留場、東山安井停留場、祇園停留場、知恩院前停留場、東山三条停留場、東山仁王門停留場、岡崎公園前停留場、熊野神社前停留場、近衛通停留場、東一条停留場、百万遍停留場、飛鳥井町停留場、叡電前停留場、田中大久保町停留場（東山線）
    - （駅廃止）  高野停留場（東山線、北大路線）
    - （駅廃止）  高野橋停留場、下鴨高木町停留場、下鴨東本町停留場、洛北高校前停留場、府立大学前停留場、植物園前停留場、烏丸車庫前停留場、北大路新町停留場、北大路堀川停留場、大徳寺前停留場、船岡公園前停留場（北大路線）
    - （駅廃止）  千本北大路停留場（北大路線、西大路線）
    - （駅廃止）  金閣寺前停留場、わら天神前停留場、衣笠校前停留場、白梅町停留場、大将軍停留場、西大路下立売停留場、円町停留場、太子道停留場、西大路御池停留場、西大路三条停留場、西大路蛸薬師停留場、西大路四条停留場、西大路松原停留場、西大路五条停留場、西大路花屋町停留場、西大路七条停留場、西大路八条停留場、西大路駅前停留場（西大路線）
    - （駅廃止）  西大路九条停留場（西大路線、九条線）
    - （駅廃止）  洛陽高校前停留場、九条新千本停留場、羅城門町停留場、京阪国道口停留場、九条大宮停留場、九条近鉄前停留場、九条車庫前停留場、大石橋停留場、九条河原町停留場（九条線）
- 10月2日
  - 日本国有鉄道
    - （電化）  東北本線利府支線 岩切駅 - 利府駅間 (4.2km・交流20,000V・50Hz)
    - （操車場開業）  北上操車場 （東北本線）
    - （延伸開業）  武蔵野線 新松戸駅 - 西船橋駅間 (14.3km)
    - （駅開業）  新八柱駅、市川大野駅、船橋法典駅（武蔵野線）
    - （電化）  紀勢本線 和歌山操駅 - 新宮駅間 (直流1500V)
    - （新駅開業）  東清川駅（久留里線 上総清川駅 - 横田駅間）
    - （新駅開業）  東福間駅（鹿児島本線 東郷駅 - 福間駅間）
    - （常設駅化） 東新潟駅←新潟操車場前仮乗降場（白新線 新潟駅 - 大形駅間）
    - （駅廃止）  札幌市場駅、旭川大町駅（函館本線貨物支線）
    - （駅廃止）  名古屋市場駅（東海道本線貨物支線）
- 10月3日
  - 日本国有鉄道
    - （複線化）  室蘭本線 陣屋町駅 - 本輪西駅間 (3.0km)
- 10月16日
  - 能勢電鉄
    - （新駅開業）  光風台駅（妙見線 笹部駅 - ときわ台駅間）
- 10月30日
  - 京王帝都電鉄（現・京王電鉄）
    - （新線開業[注 4]）  京王線（京王新線） 新線新宿駅 - 笹塚駅間 (3.6km)
    - （駅開業）  新線新宿駅（京王新線）
    - （駅移転）  初台駅、幡ヶ谷駅（京王新線）

### 11月
- 11月1日
  - 函館市交通局（現・函館市企業局交通部、函館市電）
    - （路線廃止）  本線 ガス会社前停留場 - 五稜郭駅前停留所間
    - （駅廃止）  ガス会社前停留場、亀田町停留場、大野新道停留場、鉄道工場前停留場、五稜郭駅前停留所（本線）

  - 鹿島臨海鉄道
    - （駅廃止）  居切駅（鹿島臨港線）

  - 東濃鉄道
    - （路線廃止）  笠原線 多治見駅 - 笠原駅
    - （駅廃止）  新多治見駅、本多治見駅、市之倉口駅、下滝呂駅、滝呂駅、笠原駅（笠原線）

  - 日本国有鉄道
    - 「国有鉄道運賃法の一部を改正する法律」が国会で成立し、新幹線の運賃を並行する在来線の距離に基づいて算定可能とすることが明文化された[1]。

### 12月
- 12月12日
  - 能勢電鉄
    - （新線開業）  日生線 山下駅 - 日生中央駅間 (2.6km)
    - （駅開業）  日生中央駅（日生線）
- 12月21日
  - 東京都交通局
    - （新線開業）  新宿線 岩本町駅 - 東大島駅間 (6.8km)
    - （駅開業）  岩本町駅、馬喰横山駅、浜町駅、森下駅、菊川駅、住吉駅、西大島駅、大島駅、東大島駅（新宿線）

  - オランダ鉄道
    - （新駅開業）  スキポール空港駅、アムステルダム南駅

## 主なダイヤ改正
- 3月18日
  - 近畿日本鉄道
- 3月19日
  - 名古屋鉄道（瀬戸線）
- 3月31日
  - 小田急電鉄
- 5月21日
  - 京成電鉄
- 5月29日
  - 名古屋鉄道（名古屋本線・犬山線）
- 8月20日
  - 名古屋鉄道（瀬戸線）
- 9月10日
  - 名古屋鉄道（常滑線）
- 10月2日
  - 日本国有鉄道
  - 名古屋鉄道（特急「北アルプス」）

## 災害・不通・事故・事件など

### 2月
- 2月28日
  - 帝都高速度交通営団
    - （事故） 東西線の荒川中川橋梁を走行中の中野駅行き快速電車が横転する事故が発生（営団地下鉄東西線列車横転事故）。後に竜巻が原因と推定された。

### 11月
- 11月30日
  - 日本国有鉄道
    - ある利用者が、東海道新幹線を利用して大阪駅・東京駅間を移動した際の運賃が在来線の距離を元に算定されたことは国有鉄道運賃法に違反するとして、国鉄に差額の返還を求めた訴訟につき、東京地方裁判所は国鉄側敗訴の判決を言い渡した（新幹線運賃差額返還訴訟）。

## 鉄道車両

### 新系列・新形式
- 日本国有鉄道
  - 417系電車
  - 781系電車
  - マニ30形客車
  - マニ44形客車
  - タキ42150形貨車
  - タキ42200形貨車
  - タキ42250形貨車
  - タキ42300形貨車
- 札幌市交通局
  - 3000形電車
- 新京成電鉄
  - 8000形電車
- 京浜急行電鉄
  - 800形電車
- 名古屋鉄道
  - 100系電車
  - 6600系電車
- 近畿日本鉄道
  - 近鉄2000系電車
  - 30000系電車
- 京阪電気鉄道
  - 2600系電車
- 神戸電気鉄道
  - クホ760形貨車、サホ760形貨車
- 中華人民共和国鉄道部
  - 韶山3型電気機関車
- 台湾鉄路管理局
  - E200形電気機関車
  - EMU100型電車
- アムトラック
  - AEM-7形電気機関車
- フランス国鉄
  - TGV Sud-Est

### 譲渡形式
- 銚子電気鉄道 ← 近江鉄道
  - デハ700形電車
- 南海電気鉄道 ← 京都市交通局
  - 251形電車

### 消滅形式
- 日本国有鉄道
  - DD54形ディーゼル機関車
  - キハ90系気動車
  - ホキ350形貨車
  - ホキ4900形貨車
  - ホキ5600形貨車
- 西武鉄道
  - E21形電気機関車
  - クモニ1形電車
- 京浜急行電鉄
  - 230形電車
- 京都市交通局
  - 1800形電車
  - 1900形電車

### 受賞
- 第21回ブルーリボン賞 - 近畿日本鉄道12400系電車
- 第18回ローレル賞 - 東京都交通局 7000形電車、神戸市交通局 1000形電車